# 向志禮
向志禮（琉球語：〔〕／  ?；1830年10月27日—1898年1月9日）和名義村按司朝明（琉球語：／ ），琉球第二尚氏王朝末期的王族，義村御殿三世。他也是第二尚氏王朝末期的親清派首領之一。
向志禮童名思鍋金，原係向文輝（奧武親方朝昇）與向氏思戶（向大儀（松島親方朝常）之女）所生的第五子。後因向文輝的從兄尚謙（義村王子朝章）無嗣，奉旨入嗣於義村家，成為尚謙的嗣子。
向志禮於1845年隨尚謙前往薩摩藩。1847年，因尚謙病逝無子，向志禮奉尚育王旨入嗣義村家，成為義村御殿第三世，並繼承了東風平間切的地頭。
向志禮繼承東風平間切之時，該地區已十分貧困。因此在1859年，向志禮請求前往東風平治理該地區。在他的管理下，東風平地區的經濟逐漸恢復了起來，並於1874年受到尚泰王的讚賞，獲賜綿子三把。
當時，日本經過明治維新，逐漸強大起來。日本於1872年宣佈改琉球國為「琉球藩」，1874年又借1871年發生的宮古島民台灣遇害事件出兵台灣，是為牡丹社事件。向志禮對此甚為擔憂，恐日本出兵吞併琉球，因此支持清朝，成為琉球親清派的重要人物。1875年，日本強迫琉球停止向清朝朝貢。尚泰王於1876年遣使赴東京交涉，同時命令向志禮前往久高島祈願。
1879年，日本吞併琉球國，改為沖繩縣。許多支持清朝的琉球士族被沖繩縣警察逮捕審問，其中包括了曾任三司官的親清派領袖毛允良（龜川親方盛武）。此後，向志禮成為親清派的領袖之一，暗中反對日本對琉球的統治。向志禮非常抵制日本文化，他拒絕讓女兒在日本在沖繩創辦的學校學習，因此受到大審院的傳喚。其子向明德（義村朝義）為他聘請了小嶋官吾當辯護律師，最終在1887年勝訴。
在1894年至1895年的中日甲午戰爭中，向志禮率領親清派的琉球士族前往寺廟，名義上是祭拜琉球先王，實際上是祈求清朝戰勝日本。
1896年，尚泰王的兒子尚寅、尚順發動公同會運動，要求日本政府提高沖繩縣的自治權利，將沖繩縣知事一職由尚家世襲擔任。向志禮反對公同會運動，主張琉球復國，乘坐「球陽丸」號前往東京，欲向尚泰陳情。但途中得知尚泰身體欠佳，向志禮只得返回沖繩。同年向志禮率長子向明良（小城按司朝真）、四子向明通以及慎善熙（東恩納寬量）等人乘小船秘密前往清朝交涉。因風飄至溫州府，被官員送至福州柔遠驛安置。1898年，向志禮在將要赴北京交涉的時候染病，於福州逝世，享年69歲，葬於福州的下渡山。
其子向明良（小城按司朝真）於他逝世的同年赴北京交涉，但此時清朝已割讓台灣給日本，在琉球問題上更沒有發言權，因此向明良的這次上京沒有達到目的，只得回到福州。1906年，向明良亦客死福州，葬於下渡山其父之墓的旁邊。
向志禮的次子向明德（義村按司朝義）於1933年前往福州掃墓，並依照琉球人的風葬風俗為父、兄開棺洗骨，移葬於沖繩的平良本墓。

## 家族
- 室 思戸金（馬姓内間親雲上良經女）
- 繼室 眞蒲戸金（尚健（伊江王子朝忠）女）
- 妾 西原間切小橋川村百姓吳屋筑登之女，童名牛

- 長子 向明良（小城按司朝真）
- 長女 眞蒲戸
- 次子 向明德（義村按司朝義）　繼室所生
- 三子 向明遠　庶出
- 四子 向明通　繼室所生
- 五子 向明達　庶出
- 次女 思戸金（庶出）
- 六子 向明錦　繼室所生
- 三女 眞鶴金（繼室所生）
- 七子 向明廉　庶出
- 八子 向明藹　庶出
- 九子 向明秀　繼室所生

## 腳註
1. ↑  .   [2013-06-23]. （原始内容存档于2013-11-04）.